# Joseba Asiron
José María «Joseba» Asiron Sáez (Pamplona, Navarra, 14 de abril de 1962) es un historiador del arte, profesor de educación secundaria y político español, alcalde de Pamplona entre 2015 y 2019, y de nuevo desde 2023.
Es concejal del Ayuntamiento de Pamplona desde 2015 por la coalición Euskal Herria Bildu, sirviendo como alcalde de la ciudad por segunda vez desde el 28 de diciembre de 2023. Fue también alcalde de Pamplona con anterioridad entre 2015 y 2019.
Es profesor de Historia del arte en bachillerato en la Ikastola San Fermin (Cizur Menor).

## Biografía
Nació en Pamplona el 14 de abril de 1962, encima de la famosa Churrería de la Mañueta. Es licenciado en Historia del Arte por la Universidad de Zaragoza (1989) y doctor en esta materia por la Universidad de Navarra (2009) con una tesis sobre las torres de linaje, casas fuerte y palacios de cabo de armería en la Navarra medieval.
Desde 1991 es profesor de Historia del arte en bachillerato en la Ikastola San Fermín, en la localidad de Cizur Menor.

## Alcalde de Pamplona
Se presentó como cabeza de lista de Euskal Herria Bildu a la alcaldía de Pamplona en las elecciones municipales de 2015, en las cuales su formación resultó la segunda fuerza más votada tras Unión del Pueblo Navarro (UPN), que optaba a la reelección del alcalde Enrique Maya.
Un pacto de investidura cuatripartito con Geroa Bai, Aranzadi e Izquierda-Ezkerra le otorgó el bastón de mando municipal en la constitución del Ayuntamiento el 13 de junio de 2015, en una votación en la que Asiron obtuvo 14 votos, Enrique Maya logró 10 apoyos, y la socialista Maite Esporrín consiguió 3. Se convirtió así en el primer alcalde de la izquierda abertzale en la capital de Navarra tras haber arrebatado la alcaldía a UPN, que gobernaba la ciudad desde 1999, con Yolanda Barcina primero y Enrique Maya después.
Tras su investidura como nuevo alcalde, en declaraciones a los medios, hizo alusión al Privilegio de la Unión (1423) que unificó los tres burgos de Pamplona en el siglo XV, deseando que su mandato permitiera «superar los fosos y las murallas que nos han separado». Finalmente, concluyó recordando la frase que, en latín, aparece en el dintel interior de la puerta de acceso al Ayuntamiento de Pamplona: Patet omnibus janua, cor valde magis (en latín: La puerta está abierta para todos, pero mucho más el corazón).
En junio de 2019 volvió a conseguir la segunda posición. En esta ocasión, perdió el bastón de mando en favor del que fuera su predecesor, Enrique Maya, quien se quedó a un concejal de la mayoría absoluta bajo la candidatura de Navarra Suma. Asiron ejerció de líder de la oposición en el consistorio.
En junio de 2023 volvió a presentarse como candidato de Euskal Herria Bildu, revalidando por tercera vez la segunda posición tras UPN, que consiguió la alcaldía al ser la lista más votada, pese a empatar en votos favorables con Asiron, al sumar a los ocho de la formación abertzale los dos de Geroa Bai y el de Contigo-Zurekin, frente a los nueve de UPN y los dos votos del Partido Popular. No obstante, en diciembre de 2023 el Partido Socialista de Navarra anuncia una moción de censura por la cual apoyarían al candidato de Euskal Herria Bildu para desbancar a la alcaldesa Cristina Ibarrola. Así, el 28 de diciembre de 2023 Joseba Asiron vuelve a ostentar la vara de mando del municipio pamplonés con los votos a favor de EH Bildu (8), PSN (4), Geroa Bai (2), y Contigo-Zurekin (1).

## Condena del terrorismo de ETA y de la violencia
En 1998, ante el asesinato por parte de ETA del concejal pamplonés Tomás Caballero, Asiron suscribió junto a otras 133 personalidades del mundo de la cultura (profesores, escritores, músicos y periodistas, entre otros) un manifiesto de condena al terrorismo.
El texto empezaba con las siguientes palabras: "Nosotros, euskaldunes navarros en el umbral del siglo XXI, ante el criminal atentado cometido en Pamplona, queremos manifestar nuestra más firme y total condena del injustificable asesinato de Tomás Caballero". 
En 2015, tras su elección como alcalde de Pamplona por parte del pleno municipal, aseguró que pretendía hacer un esfuerzo con "todas las víctimas" mediante la constitución de "una Comisión Permanente por la Paz y la Convivencia" para honrar "su derecho a la memoria, a la justicia y la reparación" y así "promover la reflexión conjunta sobre el pasado y, desde la pluralidad de relatos, llegar a una base común fundamentada en el fomento de la autocrítica, la asunción de responsabilidades y la apuesta inequívoca por el respeto de todos los derechos humanos". En portavoz de las otras fuerzas de la coalición y con carácter institucional como nuevo alcalde, asumió "el rechazo y la condena de cualquier violación de los derechos humanos".
La representante de Izquierda-Ezkerra, Edurne Eguino, manifestó que le habría gustado una condena más expresa de ETA y no solo de la violencia en general. Unos días antes, Asiron había declarado, en relación con el manifiesto de 1998: "Lo firmé entonces, y no tendría problema especial en firmarlo hoy en día también; pero ahora me parece que llega el momento en el que la sociedad, desde el respeto, por supuesto, tiene que mirar adelante".
Asiron simboliza la nueva izquierda abertzale, la que se distancia de ETA con una condena expresa y ha afirmado que con violencia de ETA o de otro signo, no estaría en política.

## Publicaciones
Asiron ha publicado varias obras de manera individual o conjunta.
- El palacio señorial gótico en la Navarra rural. Palacios de cabo de armería, torres de linaje, casas fuertes (tesis doctoral) (2009).
- Zangozaldea: Ibilbide historiko bat (Newbook Ediciones). Joseba Asiron, Nora Iriarte Osés (autores).
- Navarra 1512, el sueño roto (Elkar, 15 de noviembre de 2011). Joseba Asiron (autor), Martin Altzueta (ilustrador).
- 1512. Consecuencias de la Conquista de Navarra (Txertoa, 2012). Jean Louis Davant, Koldo Zuazo, Luis María Martínez Garate, Floren Aoiz, Pello Guerra, Jon Oria, José Luis Orella Unzué, Mikel Sorauren, Estibaliz González Dios, Lourdes Soria Sesé y Joseba Asiron (autores).
- 50 fechas clave de la Conquista de Navarra (1512 - 1525) (Txalaparta, 2013). Joseba Asiron (autor), Martin Altzueta (ilustrador).
- Historia Ilustrada de Euskal Herria 1 - De la prehistoria a la romanización (Txalaparta, 24 de noviembre de 2014). Joseba Asiron (autor), Martin Altzueta (ilustrador).
- Adiós, Pamplona (Txalaparta – Diario de Noticias, 10 de diciembre de 2014).
- Historia Ilustrada de Euskal Herria 2 - Reino de Navarra: del sueño a la conquista (Txalaparta, 2015). Joseba Asiron (autor), Martin Altzueta (ilustrador).